# SN 1995aw
SN 1995aw – supernowa typu I odkryta 19 listopada 1995 roku w galaktyce A022455+0053. Jej maksymalna jasność wynosiła 21,75m.